# Maarten Stekelenburg
Maarten Stekelenburg (Haarlem, 22 de setembro de 1982) é um ex-futebolista neerlandês que atuava como goleiro.

## Carreira
Iniciou sua carreira profissional no Ajax em 2002. Em 2011 atuou na Roma. Em 2013, pertenceu ao Fulham, que o emprestou em agosto de 2014 ao Monaco por uma temporada, sendo na temporada seguinte emprestado ao Southampton por um ano e depois se transferiu para o Everton.

## Seleção Neerlandesa
Estreou pela Seleção Neerlandesa principal no dia 3 de setembro de 2004, contra Liechtenstein. Substituiu Edwin van der Sar como titular a partir da Copa do Mundo FIFA de 2010. Entretanto, não foi convocado para a Copa de 2014. Foi convocado para a Eurocopa de 2020.

## Títulos
Ajax
- Eredivisie: 2003–04, 2010–11 e 2020–21
- Copa dos Países Baixos: 2005–06, 2006–07, 2009–10 e 2020–21
- Supercopa dos Países Baixos: 2002, 2006 e 2007